# Johanna Lecklin

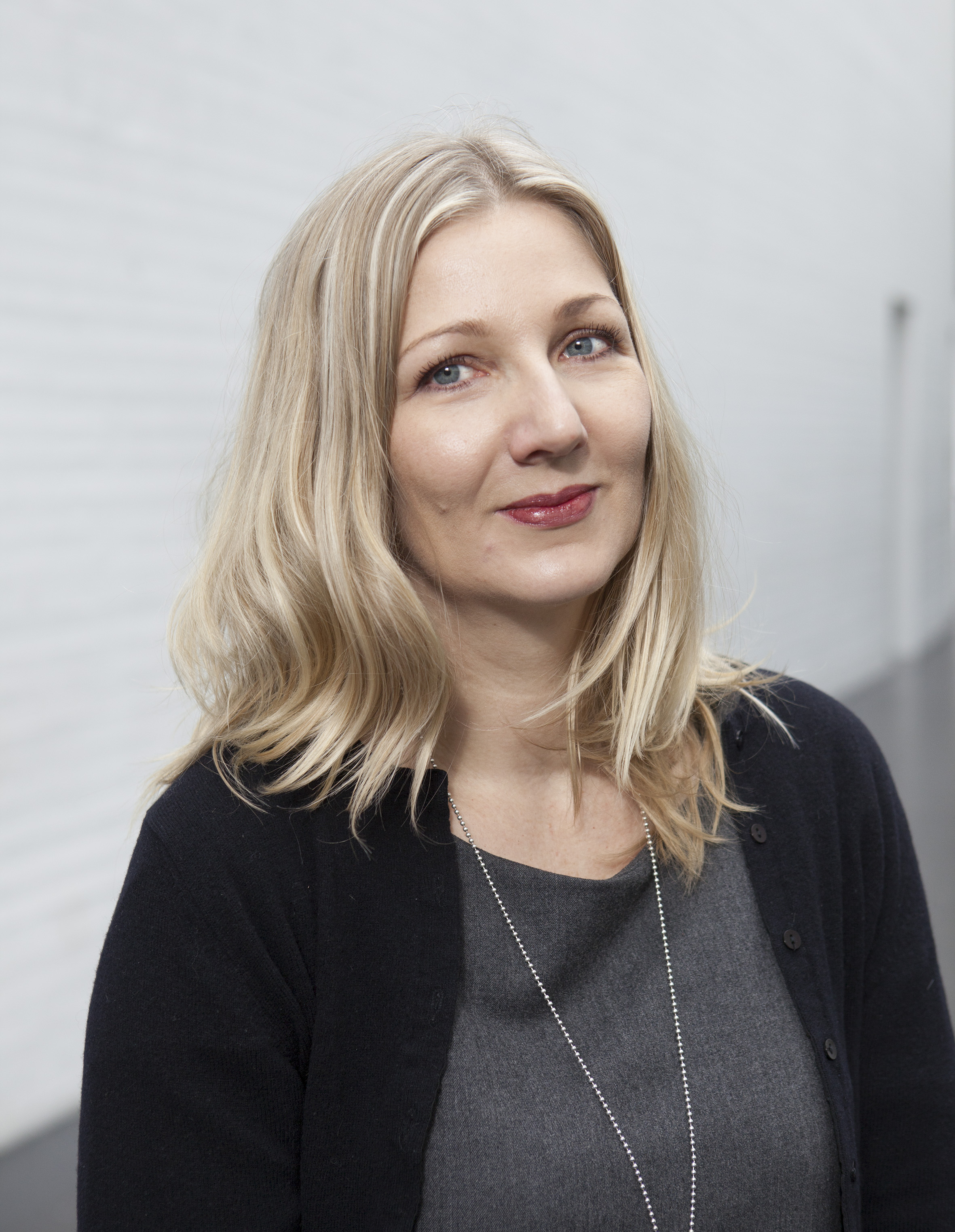
Johanna Lecklin.

Laura Johanna Lecklin, född 26 mars 1972 i Helsingfors, är en finländsk konstnär. 
Lecklin studerade vid Bildkonstakademin 1995–1999 (målerilinjen) och 1999–2003 (medialinjen), på medialinjen vid The Slade School of Fine Art i London 1998–1999 samt ställde ut första gången 1996. Hon har sedan 1993 parallellt studerat konsthistoria, filosofi, filmforskning och genusvetenskap vid Helsingfors universitet. Hon har framträtt som foto- och videokonstnär samt tecknare. En av hennes tidiga videor hette About Dancing, och 2003 presenterade hon tre videoporträtt om unga vuxna. Följande år utkom hon med två nya videoproduktioner, Två mardrömmar och Skräck, som baserar sig på vardagliga händelser och egna upplevelser. På en utställning i Kabelfabriken 2002 ställde hon ut landskapsfotografier i vilka hon strävade efter att skildra människans närvaro, även om bilderna helt saknade figurer. 